# Ulf Rönner

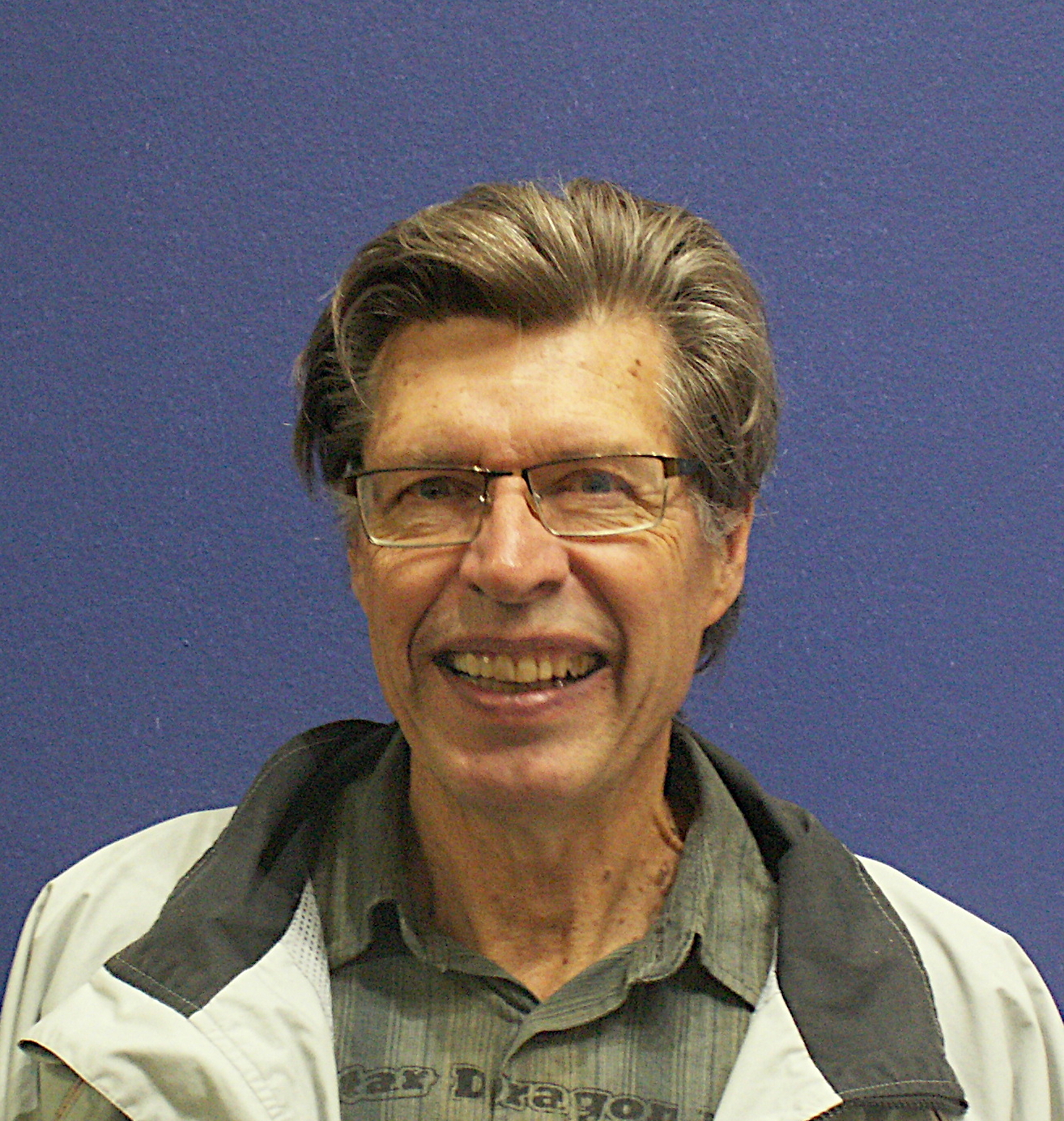
Ulf Rönner, 2017

Ulf Rönner (Ulf Erland Rönner, geb. Nilsson; * 3. Oktober 1946 in Västervik) ist ein ehemaliger schwedischer Sprinter, der sich auf den 400-Meter-Lauf spezialisiert hatte.
1969 wurde er bei den Leichtathletik-Europameisterschaften in Athen Siebter in der 4-mal-400-Meter-Staffel und erreichte über 400 m das Halbfinale.
Bei den Olympischen Spielen 1972 in München wurde er Siebter in der 4-mal-400-Meter-Staffel.
Seine persönliche Bestzeit über 440 Yards von 46,9 s (entspricht 46,6 s über 400 m) stellte er am 16. Mai 1970 in Salt Lake City auf.